# Cal Mateu (Rubió)
Cal Mateu és una masia situada al municipi de Rubió, a la comarca catalana de l'Anoia. La masia està situada al vessant nord de la Serra de Rubió, a l'entitat de població de Sant Martí de Maçana.